# Gilbert Cheruiyot

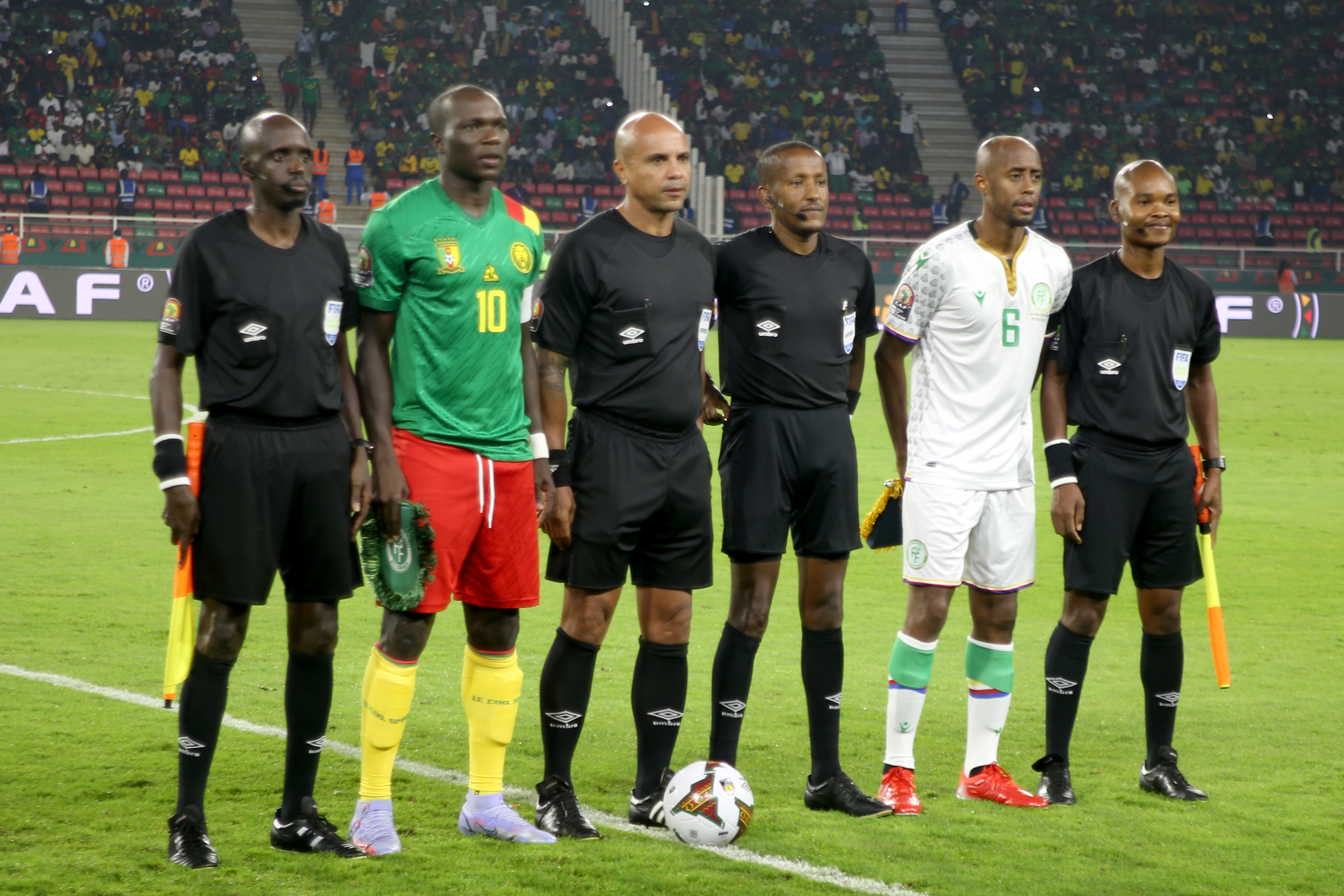
Gilbert Cheruiyot (links) als Teil des Schiedsrichtergespanns von Bamlak Tessema Weyesa im Achtelfinale des Afrika-Cups 2022

Gilbert Cheruiyot Kipkoech (* 10. Juli 1984) ist ein kenianischer Fußballschiedsrichterassistent.
Seit 2013 steht Cheruiyot auf der Liste der FIFA-Schiedsrichter und ist an der Spielleitung internationaler Fußballspiele beteiligt, unter anderem in der CAF Champions League.
Cheruiyot wurde für drei Afrika-Cups nominiert. Beim Afrika-Cup 2019 in Ägypten, beim Afrika-Cup 2022 in Kamerun und beim Afrika-Cup 2024 in der Elfenbeinküste leitete er insgesamt 14 Spiele.
Zudem war er unter anderem Schiedsrichterassistent beim U-17-Afrika-Cup 2015 im Niger, bei der U-20-Afrikameisterschaft 2017 in Sambia, in der afrikanischen WM-Qualifikation sowie bei diversen Qualifikations- und Freundschaftsspielen.